# Tutta Rolf
Solveig Jenny Ekman, ogift Berntzen, känd som Tutta Rolf, född 7 oktober 1907 i Kristiania (Oslo), Norge, död 26 oktober 1994 i Los Angeles (folkbokförd i Oscars församling, Stockholm), var en norsk-svensk sångerska, skådespelare och revyartist. 

## Biografi
Tutta Rolf debuterade som revyartist i Kristiania 1923. Hon lanserades i Sverige 1928 av Ernst Rolf. På 1930-talet blev hon filmstjärna i Sverige och kom främst att spela i eleganta salongskomedier, producerade av Svensk Filmindustri och regisserade av Gustaf Molander. 1935 kontrakterades hon av Fox Film och gjorde med dem en film i Hollywood för att sedan återvända till Sverige året efter. Hon medverkade i revyer av Ernst Rolf, Karl Gerhard och Kar de Mumma.
Tutta Rolf blev hyllad som skådespelare i flera filmer, bland annat Kärlek och kassabrist, En stilla flirt och Sara lär sig folkvett. Hon hade framgångar med sånger som ofta kom ur revy eller film: Nu ska vi opp, opp, opp, En sjöman till häst är ingenting, Den stora, stora, stora, stora kärleken  och En stilla flirt, den sistnämnda ur filmen med samma namn.
Rolf spelade också Ofelia mot Gösta Ekman i Hamlet på Vasateatern 1934.

### Privatliv
Hon gifte sig 1930 med Ernst Rolf, som avled 1932 efter att ha avbrutit ett försök att dränka sig. Han ådrog sig lunginflammation efter sin vistelse i det kalla vattnet och avled. När Tutta Rolf sedan ville lyfta den av honom tecknade livförsäkringen, bedömde Högsta domstolen att Ernst Rolf inte hade dött genom självmord varför försäkringsbolaget ålades att till Tutta Rolf betala 40 000 kr jämte ränta. Med Ernst Rolf fick hon sonen Tom Rolf (1931–2014).
Hon gifte sig 1936 med Jack Donohue och fick med honom dottern Jill Donohue, född 1940. Äktenskapet upplöstes 1950.
Den siste maken var Hasse Ekman som hon gifte sig med 1953. År 1964 flyttade paret till Spaniens solkust där de bodde i ett hus i Benalmádena tills de separerade 1972. Äktenskapet upplöstes 1974.
Tutta Rolf flyttade senare till USA för att vara nära sina barn och blev kvar där resten av sitt liv.
Eftermäle
2024 kom romanen "Bara glädje hjärtat rymmer" av Moa Eriksson Sandberg ut på Natur & kultur. Den handlar om Tuttas äktenskap med Ernst Rolf och bygger bland annat på Ernsts brev till Tutta. 

## Filmografi
- 1932 – Kärlek och kassabrist
- 1932 – Rolfexpressen
- 1932 – Vi som går köksvägen
- 1932 – Lyckans gullgossar
- 1933 – Kära släkten
- 1934 – En stilla flirt
- 1934 – Fasters millioner
- 1935 – Swedenhielms
- 1935 – Under falsk flagg
- 1936 – Rhythm in the Air
- 1936 – Äventyret
- 1937 – Sara lär sig folkvett
- 1937 – O.H.M.S.
- 1938 – Den stora kärleken
- 1938 – Dollar
- 1939 – Ombyte förnöjer
- 1939 – Valfångare

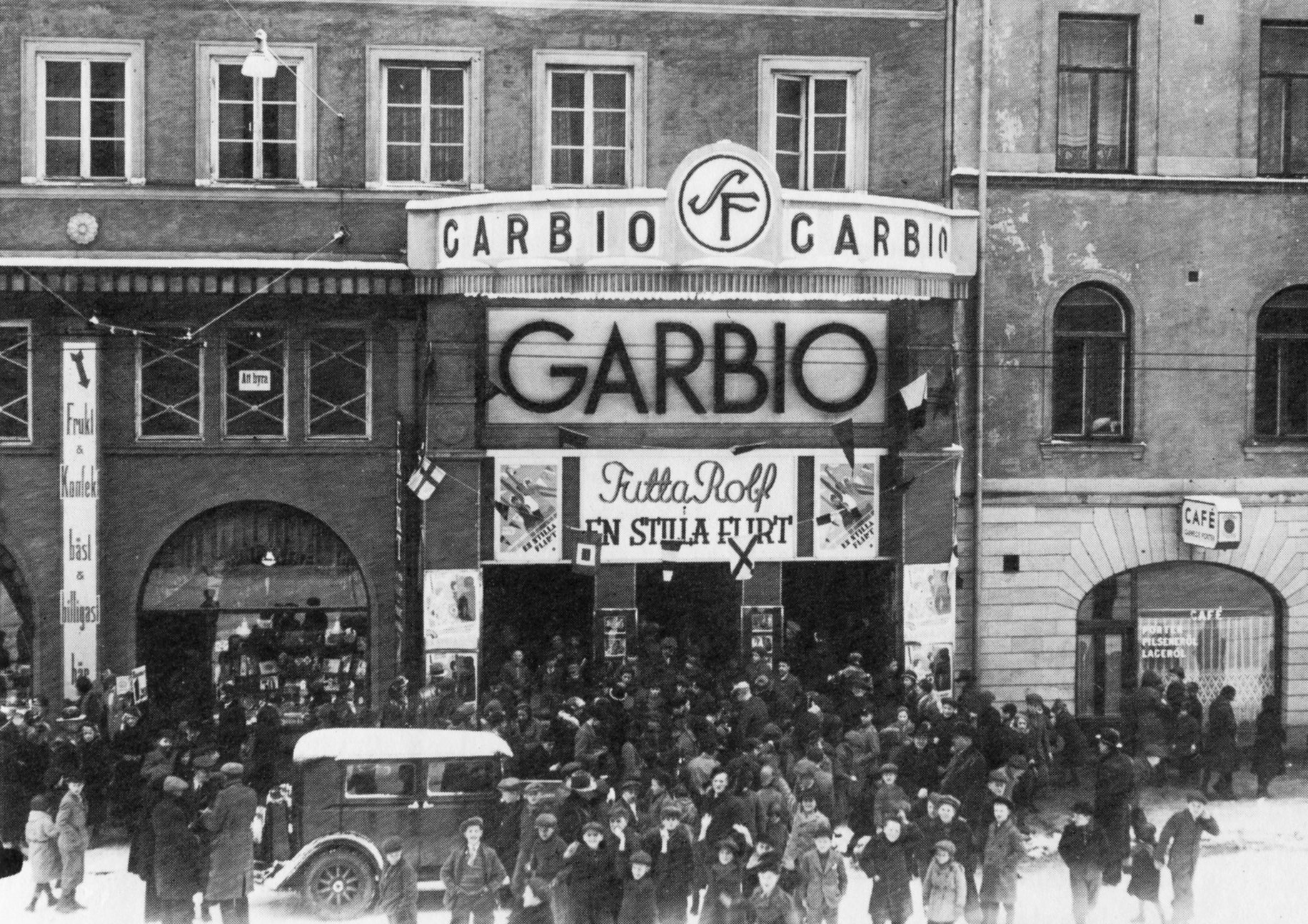
En stilla flirt visas på bio Garbio på Södermalm i Stockholm 1934.

- 1963 – Hatten eller Trollkarlens melodier (TV-serie)

## Teater

### Roller (ej komplett)
| År   | Roll                | Produktion                                                             | Regi               | Teater         |
| ---- | ------------------- | ---------------------------------------------------------------------- | ------------------ | -------------- |
| 1928 |                     | Rolfrevyn 1928, revy Ernst Rolf                                        |                    | Chinateatern   |
| 1929 |                     | Rolfrevyn 1929, revy Ernst Rolf                                        |                    | Chinateatern   |
| 1931 |                     | Rolfsrevy av Karl Gerhard, revy Karl Gerhard & Ernst Rolf              |                    | Chinateatern   |
| 1932 | Klärchen Hinzelmann | Värdshuset Vita hästen (Im weißen Rößl) Hans Müller och Ralph Benatzky | A.W. Sandberg      | Vasateatern    |
| 1932 |                     | Rolfexpressen - Ut I det blå!, revy Ernst Rolf                         |                    | Odeonteatern   |
| 1933 | Dido                | Gastein Louis Hirschfeldt                                              | Eigil Rostrup      | Dagmarteatern  |
| 1933 | Charlotte Rambaut   | Banken Louis Verneuil                                                  | Hjalmar Peters     | Vasateatern    |
| 1933 |                     | Luftexpressen Gösta Werner                                             | Gösta Werner       | Turné          |
| 1933 | Blanche             | Gröna hissen Avery Hopwood                                             | Gösta Ekman        | Vasateatern    |
| 1934 | Ofelia              | Hamlet William Shakespeare                                             | Per Lindberg       | Vasateatern    |
| 1934 | Barbara Dennin      | Män i vitt Sidney Kingsley                                             | Per Lindberg       | Vasateatern    |
| 1934 | Miss Pat            | London City John van Druten                                            | Gunnar Olsson      | Vasateatern    |
| 1934 | Florence Quilter    | Nästan gifta Walter Ellis                                              | Gösta Ekman        | Vasateatern    |
| 1951 | Madeleine           | Inte för er, mina damer Sacha Guitry                                   | Martha Lundholm    | Vasateatern    |
| 1951 | Julia Körner        | Swedenhielms Hjalmar Bergman                                           | Harry Roeck-Hansen | Blancheteatern |

## Diskografi
- "Kärlekens låga" Tutta Rolf 1930-38. LP. Odeon C 054-35482. 1977 på Svensk mediedatabas
- Diskografi på Svensk underhållningsmusik, revyer och film 1900–1960